# Bảo tàng Khu vực ở Stęszewo
Bảo tàng Khu vực ở Stęszewo (tiếng Ba Lan: Muzeum Regionalne w Stęszewie) là một bảo tàng tọa lạc tại số 8 Quảng trường chợ, Stęszew, Ba Lan. Trụ sở của Bảo tàng là một trong những tòa nhà lâu đời nhất trong thị trấn - một ngôi nhà chung cư được xây dựng vào thế kỷ 18.

## Lịch sử hình thành
Bảo tàng Khu vực ở Stęszewo chính thức mở cửa đón công chúng vào tháng 11 năm 1970, nhân kỷ niệm 600 năm Stęszew. Trong 10 năm đầu tiên từ khi thành lập, Bảo tàng hoạt động như một Phòng Bảo tàng.

## Triển lãm
Bộ sưu tập của Bảo tàng Khu vực ở Stęszewo hiện đang bao gồm khoảng 200 hiện vật và kỷ vật được trưng bày trong ba phòng, giới thiệu lịch sử, khảo cổ học và dân tộc học có liên quan đến sự phát triển của thị trấn và vùng đất Stęszewo. Các bộ sưu tập bao gồm: đồ nội thất cũ, vật dụng hàng ngày, công cụ thủ công mỹ nghệ, và nhiều kỷ vật liên quan đến các hội nghề thủ công và các tổ chức xã hội. Phần lớn các bộ sưu tập đến từ quà tặng của các cá nhân. Ngoài các triển lãm thường trực, Bảo tàng còn tổ chức các cuộc triển lãm tạm thời nhằm trưng bày các tác phẩm của các nghệ sĩ đương đại.

## Giờ mở cửa
Bảo tàng Khu vực ở Stęszewo hoạt động quanh năm, mở cửa tất cả các ngày trong tuần trừ thứ Hai. Khách tham quan phải trả phí vào cửa.